# Gunārs Lūsis
Pour les articles homonymes, voir Lūsis.
Gunārs Lūsis, né le 18 décembre 1950 à Riga, est un artiste letton. Il est surtout connu pour avoir dessiné la série de pièces lettonnes en lats aux motifs ethnographiques de 1992 avec Jānis Strupulis. Il a également créé le symbole de la Présidence lettone du Conseil de l'Union européenne en 2015 qui représente une meule à grains.

## Biographie

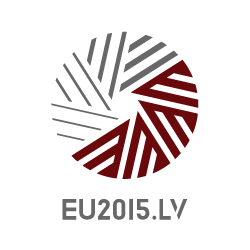
Symbole de la Présidence lettone de 2015

Gunārs Lūsis a étudié à l'école des beaux arts Janis Rozentāls jusqu'en 1968 et à la faculté de design graphique de l'Académie des beaux-arts de Lettonie dont il est diplômé en 1974.
Dans les années 1980, il travaille surtout comme affichiste. Plus tard, il est l'auteur des logotypes très connus des sociétés et événements comme Festival national letton des chants et de danses " Rīgai 800", festival de cinéma Arsenāls, Université Pauls Stradiņš, Fondation d'Opéra de Riga et d'autres, plus de 70 en tout.

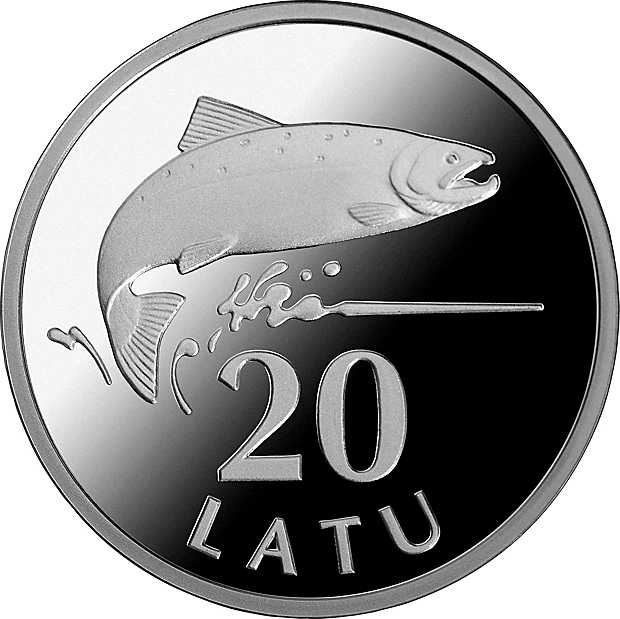
Pièce de 20 lats crée par Gunārs Lūsis et Jānis Strupulis.

Étant donné que son premier lats introduit en circulation en 1993 porte l'image du saumon et que l'artiste soit par ailleurs un pêcheur passionné, la presse l'a surnommé "Père Saumon". Il a également dessiné d'autres pièces de la République de Lettonie, à savoir la pièce bimétallique de 2 lats (1999) et quelques variantes de la pièce de 1 lats (1999, 2001).
Par ailleurs, Gunārs Lūsis est un peintre accompli dont l’œuvre s'inspire de Frank Stella, Antoni Tàpies, Robert Rauschenberg, Jasper Johns.